# Chilicola minor
Chilicola minor är en biart som först beskrevs av Philippi 1866.  Chilicola minor ingår i släktet Chilicola, och familjen korttungebin. Inga underarter finns listade.